# Sportgemeinschaft Dynamo Dresden 2003-2004
Questa voce raccoglie le informazioni riguardanti il Dinamo Dresda nelle competizioni ufficiali della stagione 2003-2004.

## Stagione
Nella stagione 2003-2004 il Dinamo Dresda, allenato da Christoph Franke, concluse il campionato di Regionalliga nord al 2º posto. In Coppa di Germania il Dinamo Dresda fu eliminato al primo turno dall'Amburgo.

## Rosa
| N. |                     | Ruolo | Calciatore       |
| -- | ------------------- | ----- | ---------------- |
| 1  | Croazia (bandiera)  | P     | Ignjac Kresic    |
| 2  | Germania (bandiera) | D     | Dexter Langen    |
| 3  | Germania (bandiera) | D     | Volker Oppitz    |
| 4  | Germania (bandiera) | A     | Ronny Scholze    |
| 5  | Romania (bandiera)  | D     | Levente Csik     |
| 6  | Germania (bandiera) | C     | Maik Wagefeld    |
| 7  | Germania (bandiera) | C     | Rico Kühne       |
| 8  | Germania (bandiera) | C     | Nico Däbritz     |
| 9  | Germania (bandiera) | C     | Sven Ratke       |
| 10 | Germania (bandiera) | C     | Steffen Heidrich |
| 11 | Germania (bandiera) | A     | Thomas Neubert   |

| N. |                                | Ruolo | Calciatore         |
| -- | ------------------------------ | ----- | ------------------ |
| 12 | Germania (bandiera)            | D     | Torsten Bittermann |
| 13 | Germania (bandiera)            | C     | Christian Fröhlich |
| 14 | Germania (bandiera)            | C     | Alexander Kunert   |
| 15 | Germania (bandiera)            | D     | André Weiß         |
| 17 | Germania (bandiera)            | C     | Daniel Ziebig      |
| 19 | Germania (bandiera)            | D     | Lars Heller        |
| 20 | Serbia e Montenegro (bandiera) | A     | Ranisav Jovanović  |
| 21 | Germania (bandiera)            | C     | René Beuchel       |
| 22 | Germania (bandiera)            | C     | Sven Johne         |
| 23 | Germania (bandiera)            | P     | Oliver Herber      |
| 26 | Germania (bandiera)            | C     | Markus Kunisch     |

## Organigramma societario
Area tecnica
- Allenatore: Christoph Franke
- Allenatore in seconda: Meinhard Hemp, Sven Köhler
- Preparatore dei portieri:
- Preparatori atletici:
- Analisi video:

## Calciomercato

### Sessione estiva
| Acquisti | Acquisti           | Acquisti             | Acquisti |
| R.       | Nome               | da                   | Modalità |
| -------- | ------------------ | -------------------- | -------- |
| C        | Christian Fröhlich | St. Pauli            |          |
| C        | Sebastian Hartung  | Rot-Weiß Erfurt      |          |
| P        | Oliver Herber      | Babelsberg           |          |
| C        | Rico Kühne         | Borea Dresda         |          |
| D        | Dexter Langen      | Kickers Offenbach    |          |
| A        | Ronny Scholze      | Borussia Neunkirchen |          |

| Cessioni | Cessioni           | Cessioni             | Cessioni |
| R.       | Nome               | a                    | Modalità |
| -------- | ------------------ | -------------------- | -------- |
| A        | Abdelaziz Ahanfouf | Duisburg             |          |
| D        | Dario Dabac        | Union Berlino        |          |
| A        | Sebastian Hähnge   | Carl Zeiss Jena      |          |
| A        | Denis Koslov       | Sachsen Lipsia       |          |
| A        | Rocco Milde        | Pirna-Copitz         |          |
| D        | Frank Paulus       | Alemannia Aquisgrana |          |
| C        | Daniel Petrowsky   | Carl Zeiss Jena      |          |
| C        | Peter-Paul Petzold | Borea Dresda         |          |

### Sessione invernale
| Acquisti | Acquisti | Acquisti | Acquisti |
| R.       | Nome     | da       | Modalità |
| -------- | -------- | -------- | -------- |

| Cessioni | Cessioni          | Cessioni   | Cessioni |
| R.       | Nome              | a          | Modalità |
| -------- | ----------------- | ---------- | -------- |
| C        | Sebastian Hartung | Hallescher |          |

## Risultati

### Regionalliga

#### Girone di andata
| Arbitro: | Keßler |

|                                   |           |                                 |
| Thomas 2’ Mazingu-Dinzey 12’, 20’ | Marcatori | 30’ Beuchel 90’ (rig.) Fröhlich |

| Arbitro: | Jauch |

|                                                   |           |                     |
| Fröhlich 3’ (rig.), 58’ Jovanović 65’ Neubert 72’ | Marcatori | 15’ Löbe 64’ Homola |

| Arbitro: | Hoyzer |

|              |           |                                  |
| Agu 20’, 36’ | Marcatori | 70’ (aut.) Brückner 84’ Fröhlich |

| Dresda 23 agosto 2003, ore 14:00 CEST 4ª giornata | Dinamo Dresda | 0 – 0 referto | Preußen Münster | Rudolf-Harbig-Stadion (5 120 spett.)\| Arbitro: \| Gagelmann \| |
| Arbitro:                                          | Gagelmann     |               |                 |                                                                 |

| Arbitro: | Koop |

|                              |           |  |
| Neubert 46’, 66’ Scholze 90’ | Marcatori |  |

| Arbitro: | Seemann |

|               |           |             |
| Steegmann 65’ | Marcatori | 74’ Beuchel |

| Arbitro: | Jansen |

|                              |           |  |
| Neubert 19’, 77’ Beuchel 43’ | Marcatori |  |

| Arbitro: | Rafati |

|                              |           |  |
| Beuchel 29’ (aut.) Wedau 45’ | Marcatori |  |

| Arbitro: | Schriever |

|                              |           |  |
| Csik 45’ Wagefeld 89’ (rig.) | Marcatori |  |

| Arbitro: | Ittrich |

|          |           |                     |
| Maaß 26’ | Marcatori | 64’ (rig.) Wagefeld |

| Arbitro: | Gräfe |

|                    |           |            |
| Jovanović 61’, 90’ | Marcatori | 41’ Pander |

| Arbitro: | Henschel |

|             |           |             |
| Gambino 37’ | Marcatori | 9’ Heidrich |

| Arbitro: | Aust |

|             |           |  |
| Beuchel 59’ | Marcatori |  |

| Arbitro: | Koch |

|                        |           |  |
| Lejan 30’ Nickenig 86’ | Marcatori |  |

| Arbitro: | Bornhorst |

|                          |           |  |
| Heidrich 62’ Scholze 75’ | Marcatori |  |

| Neumünster 15 novembre 2003, ore 14:00 CET 16ª giornata | Neumünster | 0 – 0 referto | Dinamo Dresda | VfR-Stadion (2 135 spett.)\| Arbitro: \| Melms \| |
| Arbitro:                                                | Melms      |               |               |                                                   |

| Arbitro: | Scheppe |

|             |           |  |
| Neubert 76’ | Marcatori |  |

#### Girone di ritorno
| Arbitro: | Jansen |

|             |           |  |
| Neubert 29’ | Marcatori |  |

| Arbitro: | Kemmling |

|  |           |              |
|  | Marcatori | 14’ Wagefeld |

| Arbitro: | Stachowiak |

|               |           |  |
| Jovanović 90’ | Marcatori |  |

| Arbitro: | Czech |

|                            |           |                   |
| Przondziono 18’ Bäumer 27’ | Marcatori | 66’, 87’ Heidrich |

| Arbitro: | Otte |

|            |           |             |
| Kohout 72’ | Marcatori | 22’ Neubert |

| Arbitro: | Koch |

|             |           |         |
| Beuchel 87’ | Marcatori | 7’ Haas |

| Arbitro: | Grudzinski |

|                     |           |            |
| Teixeira 72’ (rig.) | Marcatori | 41’ Oppitz |

| Dresda 3 aprile 2004, ore 14:00 CEST 25ª giornata | Dinamo Dresda | 0 – 0 referto | Rot-Weiss Essen | Rudolf-Harbig-Stadion (14 128 spett.)\| Arbitro: \| Späker \| |
| Arbitro:                                          | Späker        |               |                 |                                                               |

| Arbitro: | Keßler |

|  |           |              |
|  | Marcatori | 45’ Fröhlich |

| Arbitro: | Anklam |

|                          |           |            |
| Beuchel 17’ Fröhlich 65’ | Marcatori | 74’ Sağlık |

| Arbitro: | Lupp |

|                       |           |             |
| Trojan 73’ Hajnal 78’ | Marcatori | 9’ Heidrich |

| Arbitro: | Otte |

|                              |           |             |
| Wagefeld 9’, 70’ Beuchel 32’ | Marcatori | 40’ Senesie |

| Arbitro: | Kinhöfer |

|          |           |                                              |
| Ferl 64’ | Marcatori | 32’ (rig.), 51’ (rig.) Wagefeld 53’ Fröhlich |

| Arbitro: | Frank |

|                                |           |  |
| Wagefeld 23’, 39’ Fröhlich 88’ | Marcatori |  |

| Arbitro: | Anklam |

|  |           |                                                    |
|  | Marcatori | 4’ Fröhlich 24’, 48’ Jovanović 59’ (rig.) Wagefeld |

| Arbitro: | Schriever |

|               |           |  |
| Jovanović 77’ | Marcatori |  |

| Arbitro: | Weiner |

|          |           |  |
| Heun 75’ | Marcatori |  |

### Coppa di Germania
| Arbitro: | Meyer |

|  |           |              |
|  | Marcatori | 81’ Takahara |

## Statistiche

### Statistiche di squadra
| Competizione      | Punti | In casa | In casa | In casa | In casa | In casa | In casa | In trasferta | In trasferta | In trasferta | In trasferta | In trasferta | In trasferta | Totale | Totale | Totale | Totale | Totale | Totale | DR  |
| Competizione      | Punti | G       | V       | N       | P       | Gf      | Gs      | G            | V            | N            | P            | Gf           | Gs           | G      | V      | N      | P      | Gf     | Gs     | DR  |
| ----------------- | ----- | ------- | ------- | ------- | ------- | ------- | ------- | ------------ | ------------ | ------------ | ------------ | ------------ | ------------ | ------ | ------ | ------ | ------ | ------ | ------ | --- |
| Regionalliga nord | 65    | 17      | 14      | 3       | 0       | 30      | 6       | 17           | 4            | 8            | 5            | 21           | 20           | 34     | 18     | 11     | 5      | 51     | 26     | +25 |
| Coppa di Germania | -     | 1       | 0       | 0       | 1       | 0       | 1       | 0            | 0            | 0            | 0            | 0            | 0            | 1      | 0      | 0      | 1      | 0      | 1      | -1  |
| Totale            | 65    | 18      | 14      | 3       | 1       | 30      | 7       | 17           | 4            | 8            | 5            | 21           | 20           | 35     | 18     | 11     | 6      | 51     | 27     | +24 |

### Andamento in campionato
| Giornata  | 1  | 2 | 3  | 4 | 5 | 6 | 7 | 8 | 9 | 10 | 11 | 12 | 13 | 14 | 15 | 16 | 17 | 18 | 19 | 20 | 21 | 22 | 23 | 24 | 25 | 26 | 27 | 28 | 29 | 30 | 31 | 32 | 33 | 34 |
| --------- | -- | - | -- | - | - | - | - | - | - | -- | -- | -- | -- | -- | -- | -- | -- | -- | -- | -- | -- | -- | -- | -- | -- | -- | -- | -- | -- | -- | -- | -- | -- | -- |
| Luogo     | T  | C | T  | C | C | T | C | T | C | T  | C  | T  | C  | T  | C  | T  | C  | C  | T  | C  | T  | T  | C  | T  | C  | T  | C  | T  | C  | T  | C  | T  | C  | T  |
| Risultato | P  | V | N  | N | V | N | V | P | V | N  | V  | N  | V  | P  | V  | N  | V  | V  | V  | V  | N  | N  | N  | N  | N  | V  | V  | P  | V  | V  | V  | V  | V  | P  |
| Posizione | 12 | 7 | 10 | 9 | 7 | 8 | 6 | 8 | 6 | 8  | 5  | 5  | 4  | 6  | 5  | 5  | 5  | 4  | 3  | 2  | 2  | 3  | 5  | 5  | 5  | 5  | 4  | 5  | 2  | 2  | 2  | 2  | 2  | 2  |

Legenda:

Luogo: C = Casa; T = Trasferta. Risultato: V = Vittoria; N = Pareggio; P = Sconfitta.

### Statistiche dei giocatori
| Giocatore     | Regionalliga nord | Regionalliga nord | Regionalliga nord | Regionalliga nord | Coppa di Germania | Coppa di Germania | Coppa di Germania | Coppa di Germania | Totale   | Totale | Totale      | Totale     |
| Giocatore     | Presenze          | Reti              | Ammonizioni       | Espulsioni        | Presenze          | Reti              | Ammonizioni       | Espulsioni        | Presenze | Reti   | Ammonizioni | Espulsioni |
| ------------- | ----------------- | ----------------- | ----------------- | ----------------- | ----------------- | ----------------- | ----------------- | ----------------- | -------- | ------ | ----------- | ---------- |
| R. Beuchel    | 32                | 7                 | 13                | 0                 | 1                 | 0                 | 1                 | 0                 | 33       | 7      | 14          | 0          |
| T. Bittermann | 19                | 0                 | 3                 | 1                 | 1                 | 0                 | 0                 | 0                 | 20       | 0      | 3           | 1          |
| L. Csik       | 32                | 1                 | 4                 | 0                 | 1                 | 0                 | 1                 | 0                 | 33       | 1      | 5           | 0          |
| N. Däbritz    | 0                 | 0                 | 0                 | 0                 | 0                 | 0                 | 0                 | 0                 | 0        | 0      | 0           | 0          |
| C. Fröhlich   | 23                | 9                 | 5                 | 0                 | 1                 | 0                 | 1                 | 0                 | 24       | 9      | 6           | 0          |
| S. Hartung    | 2                 | 0                 | 0                 | 0                 | 0                 | 0                 | 0                 | 0                 | 2        | 0      | 0           | 0          |
| S. Heidrich   | 33                | 5                 | 7                 | 0                 | 1                 | 0                 | 0                 | 0                 | 34       | 5      | 7           | 0          |
| L. Heller     | 22                | 0                 | 4                 | 0                 | 0                 | 0                 | 0                 | 0                 | 22       | 0      | 4           | 0          |
| O. Herber     | 3                 | 0                 | 1                 | 0                 | 0                 | 0                 | 0                 | 0                 | 3        | 0      | 1           | 0          |
| S. Johne      | 5                 | 0                 | 0                 | 0                 | 0                 | 0                 | 0                 | 0                 | 5        | 0      | 0           | 0          |
| R. Jovanović  | 33                | 7                 | 5                 | 1                 | 1                 | 0                 | 0                 | 0                 | 34       | 7      | 5           | 1          |
| I. Kresic     | 33                | 0                 | 0                 | 0                 | 1                 | 0                 | 0                 | 0                 | 34       | 0      | 0           | 0          |
| A. Kunert     | 4                 | 0                 | 1                 | 0                 | 0                 | 0                 | 0                 | 0                 | 4        | 0      | 1           | 0          |
| M. Kunisch    | 4                 | 0                 | 0                 | 0                 | 0                 | 0                 | 0                 | 0                 | 4        | 0      | 0           | 0          |
| R. Kühne      | 17                | 0                 | 1                 | 1                 | 0                 | 0                 | 0                 | 0                 | 17       | 0      | 1           | 1          |
| D. Langen     | 33                | 0                 | 3                 | 1                 | 1                 | 0                 | 0                 | 0                 | 34       | 0      | 3           | 1          |
| T. Neubert    | 22                | 8                 | 2                 | 0                 | 1                 | 0                 | 0                 | 0                 | 23       | 8      | 2           | 0          |
| V. Oppitz     | 33                | 1                 | 1                 | 0                 | 1                 | 0                 | 0                 | 0                 | 34       | 1      | 1           | 0          |
| S. Ratke      | 22                | 0                 | 4                 | 0                 | 0                 | 0                 | 0                 | 0                 | 22       | 0      | 4           | 0          |
| R. Scholze    | 24                | 2                 | 2                 | 0                 | 1                 | 0                 | 0                 | 0                 | 25       | 2      | 2           | 0          |
| M. Wagefeld   | 31                | 10                | 8                 | 1                 | 1                 | 0                 | 0                 | 0                 | 32       | 10     | 8           | 1          |
| A. Weiß       | 6                 | 0                 | 0                 | 0                 | 0                 | 0                 | 0                 | 0                 | 6        | 0      | 0           | 0          |
| D. Ziebig     | 31                | 0                 | 13                | 1                 | 1                 | 0                 | 0                 | 0                 | 32       | 0      | 13          | 1          |